# Erhard Hofeditz
Erhard Beppo Hofeditz, né le 7 décembre 1953 à Wolfhagen et mort le 20 février 2025 à Immenhausen, est un footballeur et entraîneur allemand.

## Carrière
Beppo Hofeditz commence sa carrière comme amateur au FSV Wolfhagen, au VfL Kassel puis au KSV Hessen Kassel.

Sa carrière professionnelle commence au KSV Baunatal en 2. Bundesliga Süd. En 1976-1977, après une saison exceptionnelle, marquée par 17 buts en 38 matchs, et un début de saison 1977-1978 tout aussi bon, il est recruté en septembre 1977 par le TSV 1860 München, en Bundesliga. 

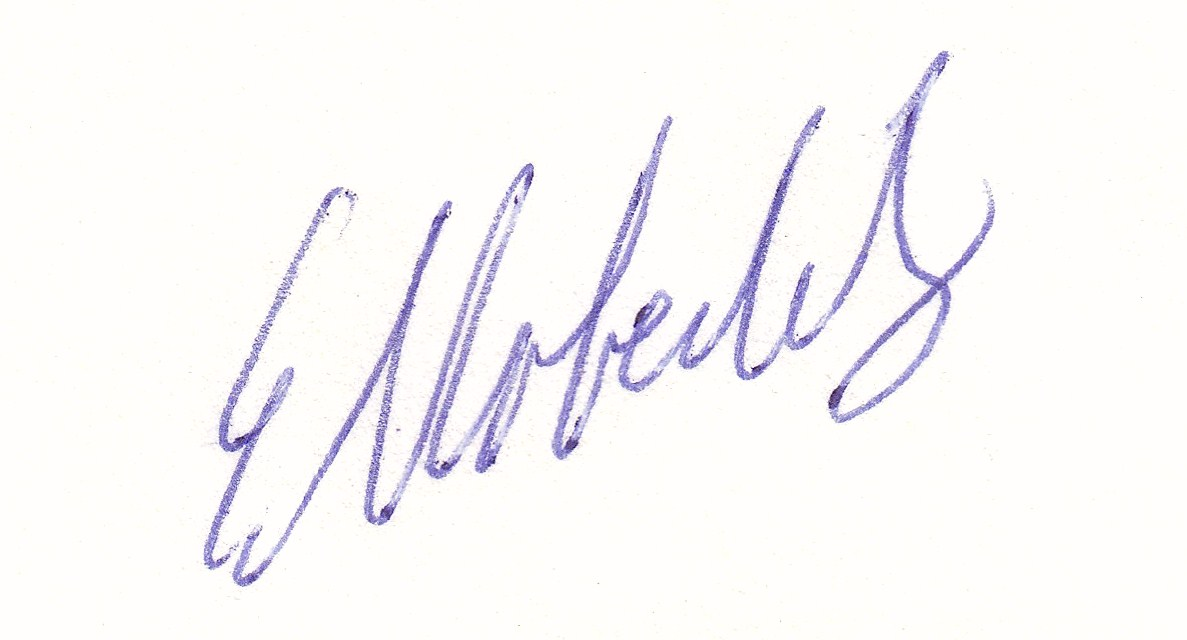
Autographe d'Erhard Hofeditz 1978-1979

En 1980, l'attaquant part jouer au FC Kaiserslautern, où il devient un titulaire régulier. En 55 matchs de Bundesliga, il marque 13 buts en faveur des Teufel. Avec Kaiserslautern, il atteint en 1981 la finale de la DFB-Pokal, perdue 3-1 face à l'Eintracht Frankfurt. En 1982, Hofeditz atteint avec son club les demi-finales de la Coupe de l'UEFA, perdues après prolongations face à l'IFK Göteborg.
Il finit sa carrière au Karlsruher SC, où il joue en 1982-1983, et aux Kickers Offenbach. Il met un terme à sa carrière professionnelle en 1985. 
Hofeditz dispute au total 163 matchs en Bundesliga, pour 41 buts, et 92 matchs en 2. Bundesliga, pour 32 buts. Il joue également 12 matchs dans les compétitions européennes (Coupe de l'UEFA), inscrivant deux buts.